# Sayacmarca

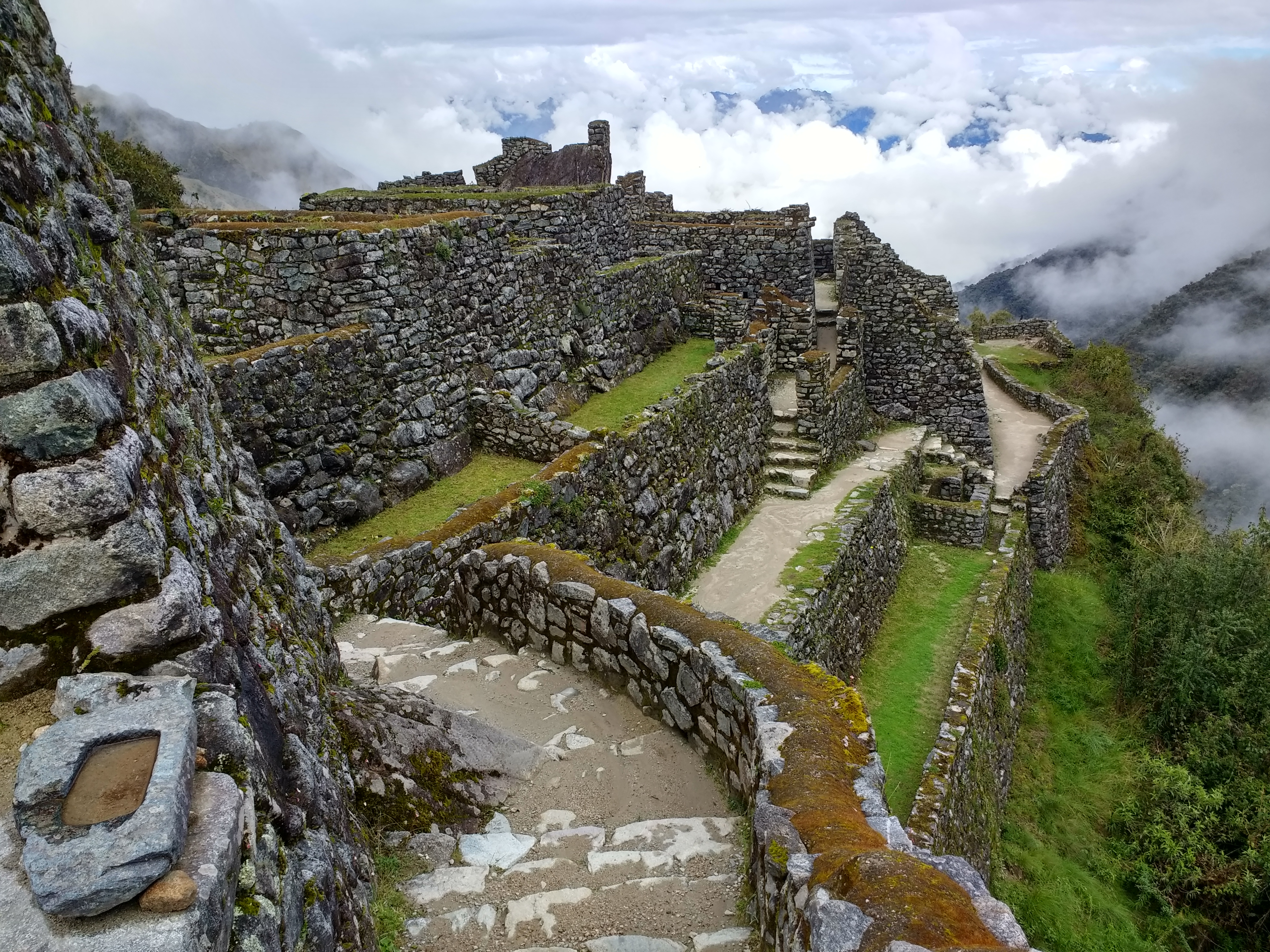
Sayacmarca.

Sayacmarca es un sitio arqueológico ubicado en el Perú. Está situado sobre una cima a 3,600 metros. Está dividido en dos partes: ceremonial y residencial. El sitio presenta una portada y escalera, además de un sistema de irrigación por medio de canales que abastece a las casas.
El complejo fue descubierto en 1915 cuando Bingham realizaba expediciones, nombrándolo Cedrobamba. Posteriormente fue cambiado a Sayacmarca.